# Hans-Hermann Briese
Hans-Hermann Briese (* 30. Dezember 1940 in Norden, Provinz Hannover) ist ein deutscher Mediziner und Schriftsteller, der überwiegend in niederdeutscher Sprache veröffentlicht.

## Leben
Briese wuchs in Ostfriesland auf und ging in Norden zur Schule. Er legte 1960 das Abitur am  Ulrichsgymnasium Norden ab und studierte an der Ruprecht-Karls-Universität Heidelberg Medizin. Er bestand 1965 das Staatsexamen und wurde 1966 in Heidelberg zum Dr. med. promoviert. Nach dem Studium war er als Medizinalassistent, Assistenzarzt und Oberarzt tätig. Zuletzt war er Amtsarzt des Landkreises Aurich. Außerdem war er Flottenarzt der Reserve im Marinesanitätsdienst. Privat widmet sich Briese der Pflege der Niederdeutschen Sprache. Er schreibt seit über 30 Jahren überwiegend in Plattdeutsch Lyrik und Prosa. Der Autor lebt in seiner Geburtsstadt Norden.

## Ehrungen
- 1987: Rundfunkpreis Radio Schleswig-Holstein
- 1988: Rundfunkpreis Radio Niedersachsen
- 1990: Freudenthal-Preis der Freudenthal-Gesellschaft
- 2000: Borsla-Preis für niederdeutsche Sprache und Literatur
- 2004: Keerlke-Preis des Vereins Oostfreeske Taal
- 2004: Totius Frisiae-Siegel
- 2010: Groninger Forum: De Grens Voorbij „Het beste Plattduitse verhaal“Groninger Forum: De Grens Voorbij „Het beste Plattduitse verhaal“
- 2015: Niedersächsischer Verdienstorden für seine Verdienste um die ostfriesisch-niederdeutsche Sprache
- 2016: Fritz-Reuter-Literaturpreis des Fritz-Reuter-Literaturmuseums und der Stadt Stavenhagen
- 2019: Johann-Friedrich-Dirks-Preis der Stadt Emden
- 2022: Niederdeutscher Literaturpreis der Stadt Kappeln[3]

## Werke

### In Niederdeutsch
- Wat di bleiht: Reflexionen 1965–1985 zumeist in Plattdeutsch mit einem Vorwort von Ewald Christophers, Verlag Soltau-Kurier, Norden 1985
- Up een Woort: 60 Vertellen, Verlag Soltau-Kurier, Norden 1987, ISBN 3-922365-72-8
- Kört un knapp, Verlag Soltau-Kurier, Norden 1989, ISBN 3-922365-73-6
- Wor to Huus, Verlag Soltau-Kurier, Norden 1990, ISBN 3-922365-90-6
- Sneeiwittje up Video: Märken in 9 Biller för Kinner van 8 - 13 Jahr, Ostfriesische Landschaft. Regionales Pädagogisches Zentrum, Aurich 1994
- Neet anners as anners, Verlag Dr. Reinhard, Leer 1995, ISBN 3-927139-17-3
- Dat groote plattdüütsche Leesbook, Hrsg. Hartmut Cyriacks und Peter Nissen, Autoren: Oswald Andrae, Hermann Bärthel, Hertha Borchert, Magreta Brandt, Hans-Hermann Briese, Waltrud Bruhn, Traute Brüggebors, Klaus Groth, Irmgard Harder, Hein Hoop, Harald Karolczak, Rudolf Kinau, Elke Paulussen, Fritz Reuter, Alma Rogge, Diedrich Heinrich Schmidt, Gerd Spiekermann und Gernot de Vries, Quickborn-Verlag, Hamburg 1996, ISBN 3-87651-195-X
- Mitnanner: Kurze Geschichten von Hans-Hermann Briese und Manfred Briese, De Utrooper-Verlag, Leer 1999, ISBN 3-928245-59-7
- Ik loop mien Dag vörut:, Gedichte plattdeutsch - hochdeutsch, Diesel-Verlag, Emden 2003, ISBN 3-934835-04-X
- Ruugfröst, Sötesnuut, Hrsg.: Hans-Hermann Briese, Bilder von Beate Briese, Diesel-Verlag, Emden 2003, ISBN 978-3-934835-09-2
- Woordensnieder, Bilder im Buch: Beate Briese, Diesel-Verlag, Emden 2012, ISBN 978-3-934835-15-3
- Dat leste Kapitel in dat Book van det Leven: de Verloopsdelen van dat Starven ; en Raadgever för Mensken, de Kranken in hör Familie plegen, ins Ostfriesische übertragen von Marianne Brückmann und Hans-Hermann Briese, Palliativ Care Team, Aurich 2012
- De Schimmelrieder: Der Schimmelreiter von Theodor Storm Nacherzählt und übersetzt von  Carl-Heinz Dirks, Hans-Hermann Briese und Manfred Briese, Diesel-Verlag, Emden 2013, ISBN 978-3-934835-11-5
- Wunnerwark, Carl-Heinz Dirks, Hans-Hermann Briese und Manfred Briese, Diesel-Verlag 2015, ISBN 978-3-934835-26-9
- Wiehnachten in Huus, Diesel-Verlag, Emden 2016, ISBN 978-3-934835-31-3
- BinnenLeven: en Zyklus van negen Gedichten un Biller, Diesel-Verlag, Emden 2016, ISBN 978-3-934835-33-7
- Levensstörm: En Zyklus van teihn Gedichten un Biller, Diesel-Verlag, Emden 2017, ISBN 978-3-934835-33-7

### In Hochdeutsch
- Suchen und Retten, 1985
- Gedichte aus dem Dubrovnik-Zyklus, 1987
- Bilder aus der Kindheit, Heinz Kramer-Hinte und Hans-Hermann Briese, 1990
- Gedichte 1986, 1996
- Haut: Bilder und Gedichte vom weiblichen Akt in Licht und Schatten, 2010.

## Tonträger
- Van Tied to Tied - Oostfreesland gewahr worden in Woord un Klang, Musik: Klaus Spencker, Text: Hans-Hermann Briese